# 2007 CQ79
2007 CQ79, também escrito como 2007 CQ79, é um objeto transnetuniano que está localizado no Cinturão de Kuiper, uma região do Sistema Solar. Este corpo celeste é classificado como um cubewano. Ele possui uma magnitude absoluta de 7,0 e tem um diâmetro estimado com 175 km.

## Descoberta
2007 CQ79 foi descoberto no dia 19 de janeiro de 2007 pelos astrônomos P. A. Wiegert e A. Papadimos.

## Órbita
A órbita de 2007 CQ79 tem uma excentricidade de 0,079 e possui um semieixo maior de 45,734 UA. O seu periélio leva o mesmo a uma distância de 42,124 UA em relação ao Sol e seu afélio a 49,345 UA.